# Через край
«Над кільцем» — американський кінофільм. Не рекомендується перегляд дітям і підліткам молодше 16 років.

## Сюжет
Вулиці чорного гетто: наркотики, реп, баскетбол — усе змішалося в жорстокий коктейль. Молодий, який подає надії, гравець шкільної збірної Кайл Лі Вотсон (Мартін) заплутався у відносинах з братами: продавцем наркотиків Пташкою (Birdy, грає Шакур) і шкільним охоронцем — другом матері Томом Шеппардом (Леон).
Фільм про життя в гетто простих чорних братів: хто грає в баскетбол, хто убиває, хто намагається склеїти розбите життя … Цікавий вдалим сплавом криміналу і спорту, і чудовою грою акторів — Леона, Марлона Вйенса і Тупака Шакура.